# Поздрав свијету
Поздрав свијету је песма коју су 1969. на Евросонгу у Мадриду извели југословенски и хрватски певач Ивица Крајач и шоу квартет 4М.
Музику и текст написао је Милан Лентић, док је оркестром током наступа уживо дириговао маестро Миљенко Прохаска.
У финалу Песме Евровизије 1969, које је одржано 29. марта у Мадриду, југословенски представници су наступили као први, а након гласања стручних жирија из свих 16 земаља учесника заузели су 13. место са свега 5 освојених бодова.